# Santa della Pietà
Santa (también conocida como Sanza o Samaritana) della Pietà (fl. ca. 1725 – ca. 1750, muerta después de 1774) era una cantante italiana, compositora, y violinista. 

## Biografía
Fue una niña expósita admitida el Ospedale della Pietà. Recibió una completa formación musical desde la infancia temprana en el coro, o escuela de música, ligado al convento. 
Es conocida por haber sido contralto solista, violinista, y compositora durante las direcciones de Giovanni Porta, Nicola Porpora, y Andrea Bernasconi en la escuela. También se la conoce por haber estudiado violín con Anna Maria della Pietà y haber sustituido a esta en la dirección de la orquesta escolar alrededor 1740. En esa época tocó al menos seis de los conciertos escritos por Antonio Vivaldi para Anna Maria. 
Junto a Agata, Anna Maria y Michielina della Pietà, Santa fue una de las tres niñas expósitas residentes en el Ospedale que llegaron a ser compositoras. No se sabe nada más sobre ella.

## Obra
Una de sus obras, un arreglo de las vísperas del Salmo 113 en Re Mayor, aún sobrevive. 